# Anisopodus dominicensis
Anisopodus dominicensis är en skalbaggsart som beskrevs av Jean François Villiers 1980. Anisopodus dominicensis ingår i släktet Anisopodus och familjen långhorningar.
Artens utbredningsområde är:
- Dominica.
- Martinique.

Inga underarter finns listade i Catalogue of Life.